# Microdon incisuralis
Microdon incisuralis är en tvåvingeart som först beskrevs av Walker 1865.  Microdon incisuralis ingår i släktet myrblomflugor, och familjen blomflugor. Inga underarter finns listade i Catalogue of Life.